# Alltel
Alltel es una empresa estadounidense de telecomunicaciones con sede en Little Rock, Arkansas. Está activa en el sector de la telefonía móvil así como en el de la telefonía fija, sin embargo está última división se fusionó con Valor Communications Group.
Por detrás de AT&T, Verizon Wireless y Sprint Nextel Alltel es el cuarto proveedor de telefonía móvil por número de clientes en los Estados Unidos, pero desde el punto de vista geográfico opera la red más amplia. A diferencia de sus competidores, Alltel se concentró después de la adquisición de Western Wireless y Midwest Wireless en 2005 en ofrecer servicio en áreas de bajo densidad de población, así como en el roaming nacional. Con la adquisición de Western Wireless Alltel adquirió también la división extranjera de Western-Wireless. 
La inversión más importante fue el operador de telefonía móvil austríaco tele.ring, que se vendiera a T-Mobile Austria por 1.300 millones de euros. También el resto de empresas extranjeras se han vendido o están en proceso de hacerlo.
En 2006 se adquirieron más empresas en los estados de Illinois, Carolina del Norte y del Sur.
En mayo de 2007 Alltel fue adquirido por los investores TPG y Goldman Sachs.
El 9 de enero de 2009 la FCC autorizó la compra de Alltel por parte de su rival Verizon Wireless. La última tienda de Alltel se cerró el 16 de octubre de 2009.